# Anabarilius liui
Anabarilius liui es una especie de peces de la familia de los
Cyprinidae en el orden de los Cypriniformes.

## Morfología
Los machos pueden llegar alcanzar los 27,3 cm de longitud total.

## Subespecies
- Anabarilius liui chenghaiensis(He, 1984
- Anabarilius liui liui (Chang, 1944
- Anabarilius liui yalongensis (Li & Chen, 2003
- Anabarilius liui yiliangensis |(He & Liu, 1983

## Reproducción
Es ovíparo.

## Hábitat
Es un pez de agua dulce.

## Distribución geográfica
Se encuentra en la China.